# Commission scolaire du Chemin-du-Roy
 (septembre 2020).
Pour les raisons suivantes :
- Les commissions scolaires québécoises étaient une forme de gouvernement local composé de commissaires élus et disposant de pouvoirs de taxation. Leur admissibilité dans Wikipédia est bien établie.
- Par contre, les centres de service scolaires sont plutôt des centres administratifs relevant du ministère de l'Éducation. Leur mode de gestion et leurs pouvoirs sont différents de ceux des commissions scolaires. Leur admissibilité selon les critères de Wikipédia n'a pas encore été démontrée.
- Vu leur nature différente, les éventuels articles sur les centres de services scolaires devraient être distincts de ceux des commissions scolaires, et non des renommages de ceux-ci.
- Les contributeurs sont invités à discuter de ce sujet sur Discussion Projet:Québec.

La commission scolaire du Chemin-du-Roy est une ancienne commission scolaire situé dans la région administrative de la Mauricie au Québec (Canada). 

## Histoire
C'est la fusion, en juillet 1998, des Commissions scolaires de Chavigny, de Grandpré, Samuel-De Champlain et de Trois-Rivières qui a donné naissance à l'actuelle commission scolaire du Chemin-du-Roy.
Elle doit son nom au fait que son territoire est traversé d'est en ouest par la route 138 dont le nom à l'époque de la Nouvelle-France était le Chemin du Roy.
Depuis l’adoption de la loi no 40 (Loi modifiant principalement la Loi sur l’instruction publique relativement à l’organisation et à la gouvernance scolaires) la Commission scolaire a amorcé sa transformation en centre de services scolaire gouverné par un conseil d’administration.

## Territoire
Le territoire de la commission scolaire occupe la partie sud de la région de la Mauricie, soit la rive nord du fleuve Saint-Laurent. Elle est située entre les régions administratives de la Capitale-Nationale et de Lanaudière.
Son territoire couvre en grande totalité le territoire des municipalités régionales de comté de Maskinongé et des Chenaux, ainsi que la ville de Trois-Rivières. On y retrouve vingt-et-une municipalités depuis Maskinongé jusqu’à Sainte-Anne-de-la-Pérade.
Le centre de services scolaire, qui succédera à la commission scolaire  à partir du 15 juin 2020, a divisé le territoire en cinq districts.